# ناحیه کچکمت
ناحیهٔ کِچکِمت (به مجاری: Kecskemét District) یک ناحیه در مجارستان است که در باچ-کیش‌کون واقع شده‌است. ناحیهٔ کچکمت ۱٬۲۱۲٫۲۱ کیلومتر مربع مساحت و ۱۵۵٬۴۸۱ نفر جمعیت دارد.